# William Ker
William Ker (1622 - 2 juillet 1675) est un noble écossais qui hérite son titre de son grand-père maternel, Robert Ker (1er comte de Roxburghe). 

## Jeunesse
Il est né William Drummond en 1622. Il est le cinquième et plus jeune fils de John Drummond, 2e comte de Perth et de  Jean Ker. Son frère aîné, James Drummond (1615-1675), hérite des titres de son père et devient le 3e comte de Perth. 
Sa mère est la fille aînée de Robert Ker, 1er comte de Roxburghe et de Margaret Maitland, la seule fille et l'héritière de William Maitland de Lethington. Ses grands-parents paternels sont Patrick Drummond, 3e Lord Drummond et Lady Elizabeth Lindsay (la fille de David Lindsay, 9e comte de Crawford). Le fils de son frère, James Drummond (4e comte de Perth), est créé duc de Perth dans la pairie jacobite en 1701. 

## Carrière
Comme ses deux oncles maternels sont morts avant son grand-père, le 1er comte de Roxburghe, sans héritier mâle pour hériter de ses titres et de ses domaines, nomme son petit-fils William en 1648. Celui-ci change son Nom de famille en Ker et, par arrangement spécial ratifié par le Parlement écossais en 1661, hérite des titres et des domaines de son grand-père . 
En 1660 et 1661, il est conseiller privé et en 1668, il est colonel de la milice de Roxburgh et de Selkirk. 

## Vie privée
Le 17 mai 1655, il épouse sa cousine, Jane Ker, fille aînée et héritière de la lignée de son défunt oncle, Harry Ker (du deuxième mariage de son grand-père avec Jean Drummond, qui est aussi la sœur cadette de son père) et Lady Margaret Hay (la seule fille de William Hay, 10e comte d'Erroll et Lady Anne Lyon, fille de Patrick Lyon, 1er comte de Kinghorne). Après la mort de son oncle, Lady Margaret s'est remariée avec John Kennedy (6e comte de Cassilis) (en). Ensemble, ils ont :
- Robert Ker (c. 1658 –1682), qui épouse Lady Margaret Hay, fille aînée de John Hay (1er marquis de Tweeddale)[4]
- Harry Ker.
- William Ker, qui est shérif de Tweeddale
- John Ker (décédé en 1707), qui prend plus tard le nom de famille Bellenden et devient 2e Lord Bellenden de Broughton (après avoir hérité de son cousin germain, William Bellenden, 1er Lord Bellenden, le fils de Sir James Bellenden de Broughton et Margaret Ker)[5].
- Jean Ker, qui épouse Colin Lindsay (3e comte de Balcarres), un partisan éminent de Jacques II d'Angleterre[6].

Roxburghe est décédé le 2 juillet 1675 et ses titres passent à son fils aîné, Robert. 